# オルデンスブルク政治指導者学校
オルデンスブルク政治指導者学校（独 : NS-Ordensburg）はナチス・ドイツのエリート養成機関である。国家社会主義ドイツ労働者党（ナチ党）の将来の政治指導者（幹部）育成のために、3校が1934年から1936年の間に建設された。学校の統括および管理は全国組織指導者、ドイツ労働戦線全国指導者のロベルト・ライが全権を握っていた。

## 建設された施設

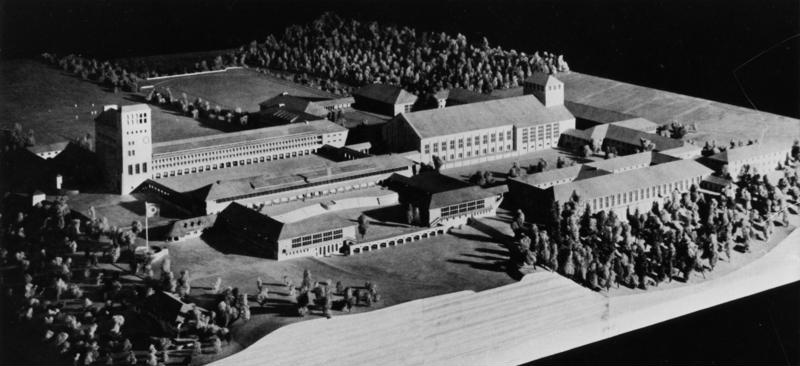
『ゾントホーフェン学校』の模型

オルデンスブルク（騎士団の城の意）政治指導者学校は中世の古城を模倣して建設され、その中には、兵舎や修道院風の施設が混在する独特の建造物となっていた。
以下の城がオルデンスブルク政治指導者学校として建設された
- アイフェルの『フォーゲルザンク（de）学校』（NS-Ordensburg Vogelsang）
- ポンメルンの『クロッシンゼー（de）学校（NS-Ordensburg Krössinsee ）』
- アルゴイ（de）の『ゾントホーフェン（de）学校（NS-Ordensburg Sonthofen）』

この他、増築の計画があったが、これらは建設されなかった。東部占領地域では、グダニスク近くの中世のマリエンブルクオーダー城の敷地に計画され、もう1つはクラクフのカジミエシュ（pl）地区にある「ヴァイクセル城」の名で計画されていた。西部占領地域では、メトラッハ（de）近郊のザールシュライフェ（de）に計画されていた。また、ナチ党の御用学者、アルフレート・ローゼンベルクもキーム湖のほとりに独自の教育機関の建設を計画していた。

## 教育内容[4]

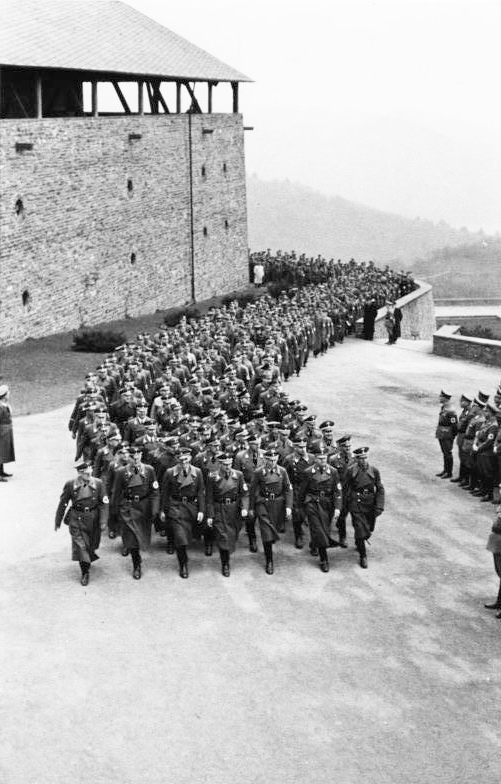
行進するフォーゲルザンク学校の生徒（1937年）

オルデンスブルク学校での教育内容は各校によって異なっていた。
- フォーゲルザンク学校：哲学及び世界観、ナチズムのイデオロギー教育
- クロッシンゼー学校：人格教育
- ゾントホーフェン学校：政治学、軍事学、外交及び世界情勢

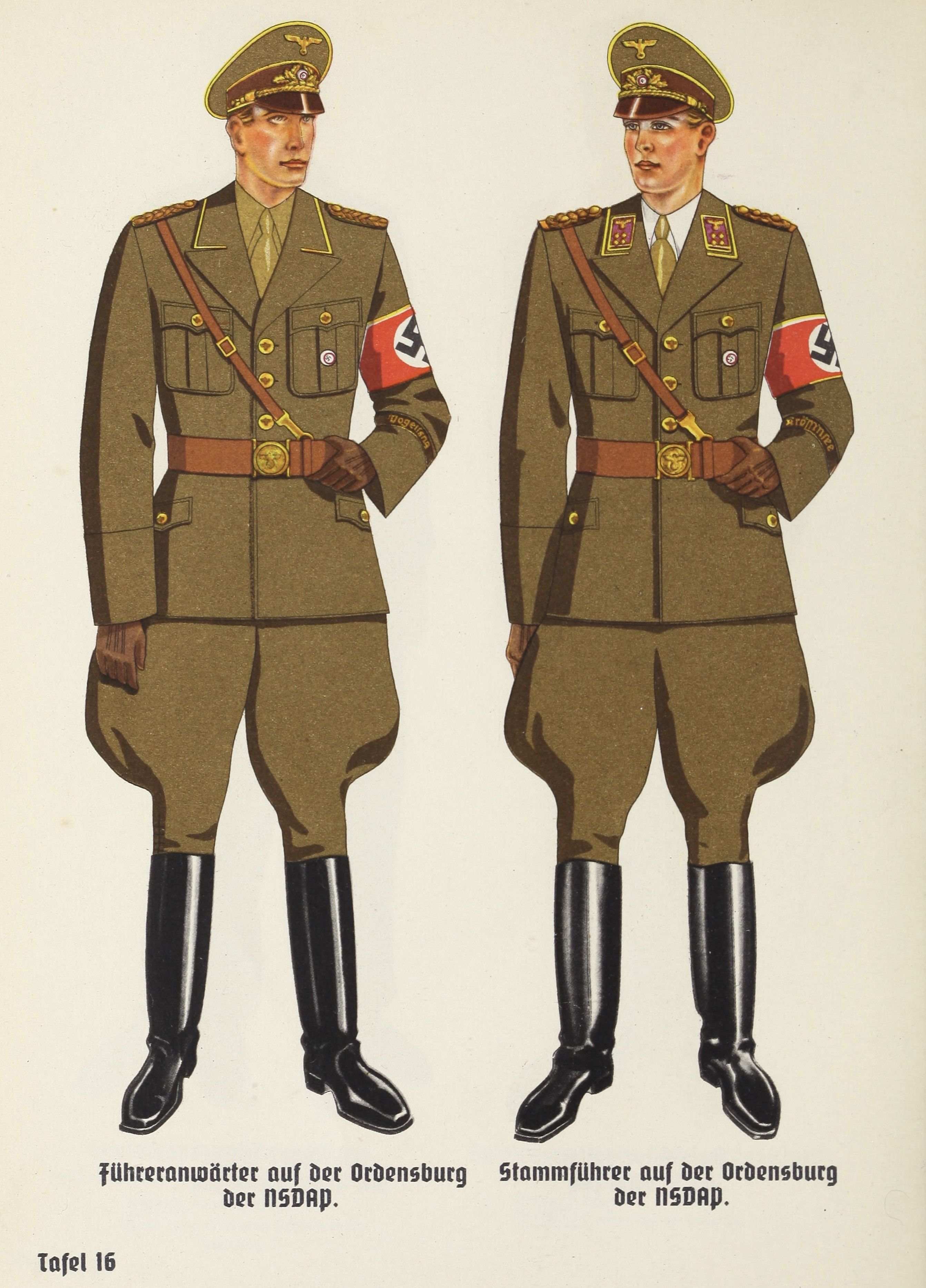
生徒（左）と指導教官（右）の制服

### 入校者の選抜
政治指導者候補生（Ordensjunker）は、25〜30歳前後で、自発的に志願し、各大管区毎に全国組織指導部の選抜委員会により党世界観の諸問題に従って選抜される。入校資格者は、肉体的健康、人種的適格、党運動の実践、労働奉仕義務及び兵役義務の優秀なる修了及び既婚者である事が条件であった。

### 教育方法
オルデンスブルク全体を通じての教育期間は3ヶ年で、次の4期に分けて教育された。
- 最初の1年間、ポンメルンのクレッシンゼー城館に於て精神的教育及び体操飛行等の各スポーツ訓練
- 次の1年間、アイフェルのフォーゲルザンク城館に於て、高度の精神的教育及び体育
- 次の18カ月間、アルゴイのゾントホーフェン城館に於て、スキー及び山岳スポーツ。この期間は、半ばを城館内で過ごし、半ばをアルゴイ・アルペンの山小屋で過ごす（1期間は6週間である）。
- 次の6カ月間、マリーエンブルクに於て、知的教育、東方政策と宣伝術を授ける。

教育指導は、各校の常勤指導者によって行われた。しかし、一貫したカリキュラムは実現していなかったという。他には、軍隊式の体力訓練が存在した。1936年5月以降、最終試験はフォーゲルザンク学校で開催され、クロッシンゼー学校では、推定約2,000名ほどの生徒が所属していた。
オルデンスブルク学校の生徒は「最も狂信的なナチ」と見なされ、ナチズムの指導者として積極的に介入し、特に、東部占領地域の行政機関では主導的な地位を占めていた。国家弁務官統治区域の事務所では、オルデンスブルク学校出身者の幹部は、戦争犯罪やユダヤ人の大量虐殺に大きく関与していた。1939年と1940年に占領下のポーランドへのドイツ人の移住計画が行われた際には、後方支援を行っていた。

### 城館での生活
生徒はユンカー（Junker）と称され、城館内で生活し、1年に3回、4週間の期間、個々の大管区に於て行政的任務を与えられ、将来の職務を実習する。また、この期間には全国各地より党の政治指導者を召集して再教育が行われる。
オルデンスブルクに於ける教育は総じて無料で、ユンカーは若干の資金を交付され、それ以上の支出を禁じられた。各城館の周辺には、歓喜力行団の為の2千人を収容するホテルが設けられ、ユンカーと外部との接触を保った。この施設は、国民に将来の指導者が真に肉体を発達せしめている様を披露すると共に、ユンカーの妻子や家族を或る期間近くに住まわせる目的を持っていた。

## その他

建設された施設の地図

オルデンスブルク学校が設立されると、本校をモデルにした教育施設が他に設立された。労働戦線（DAF）ならびに党組織の教育施設には『全国養成城（Reichsschulungsburg）』または『教練城（Schulungsburg）』と、城として建設されていない場合でもこのような名称が用いられた。このような施設は、国外にも建設され、オーストリアの併合後のオーストリアでは、アルトケッテンホーフ城にDAFの教育施設が建設された。

## 組織構成[6]
各城館の定員は約千名であった。各城館には、1名の館長（Burgkommanant）、3名の機動指導者（Bereitschaftsführer）、10名の百人隊指導者（Hundertschaftsführer）、30名の同胞隊指導者（Kameradschaftsführer）が配属された。

### 講師
常勤講師の採用は、政治指導部の幹部（大管区指導者等）と同様の採用方式がとられ、受講生の試験にも同様の規定が適用された。

#### 機動指導者
機動指導者（Bereitschaftsführer）は3名からなり、300～400人の受講生を統括した。機動指導者には副官が付き、最年長者は活動の指導にあたり、校長不在の場合は代理を務めた。機動指導者は基本的に赴任先の指導者学校の常勤講師としてあった。採用年齢は40歳未満。

#### 百人隊指導者
百人隊指導者（Hundertschaftsführer）は体育教員の資格を必要とし、6年間指導者学校で勤務した。百人隊指導者は、適切な時期に党の高等機関への異動が行われた。採用年齢は35歳未満。

#### 同胞隊指導者
同胞隊指導者（Kameradschaftsführer）は約50名の受講生の指導を担当し、3年ごとに交代され受講生から採用される場合もあった。採用された受講生は卒業後、一時、党の奉仕勤務にあたり、後日、同胞隊指導者として指導者学校へ召還された。百人隊指導者同様、適切な時期に党の高等機関への異動が行われた。採用年齢は30歳未満。

### 教授
研修室等に配属される教授
- 全国指導者
- 大管区指導者
- 本局長 

指導者学校附属の常勤講師は研修として准教授に採用され、便宜上、他校のオルデンスブルク政治指導者学校や地方の党指導者学校（大管区指導者学校等）の客員講師としても派遣された。 

### 入校資格
入校手続きは、全国組織指導者、大管区指導者、管区指導者、人事局、公衆衛生局の医務官から構成される委員会の監修の下、登録は地元の地区指導者によって行われた。
- a) 政治指導部、突撃隊、親衛隊、またはヒトラーユーゲントの隊員、指導者としての活動履歴。
- b) 体力及び知力の証明。
- c) 遺伝性の健康状態及びアーリア人の血統証明。
- d) 人事部への申請後の公的機関による認可。
- e) 採用年齢は23歳から30歳。

## ギャラリー

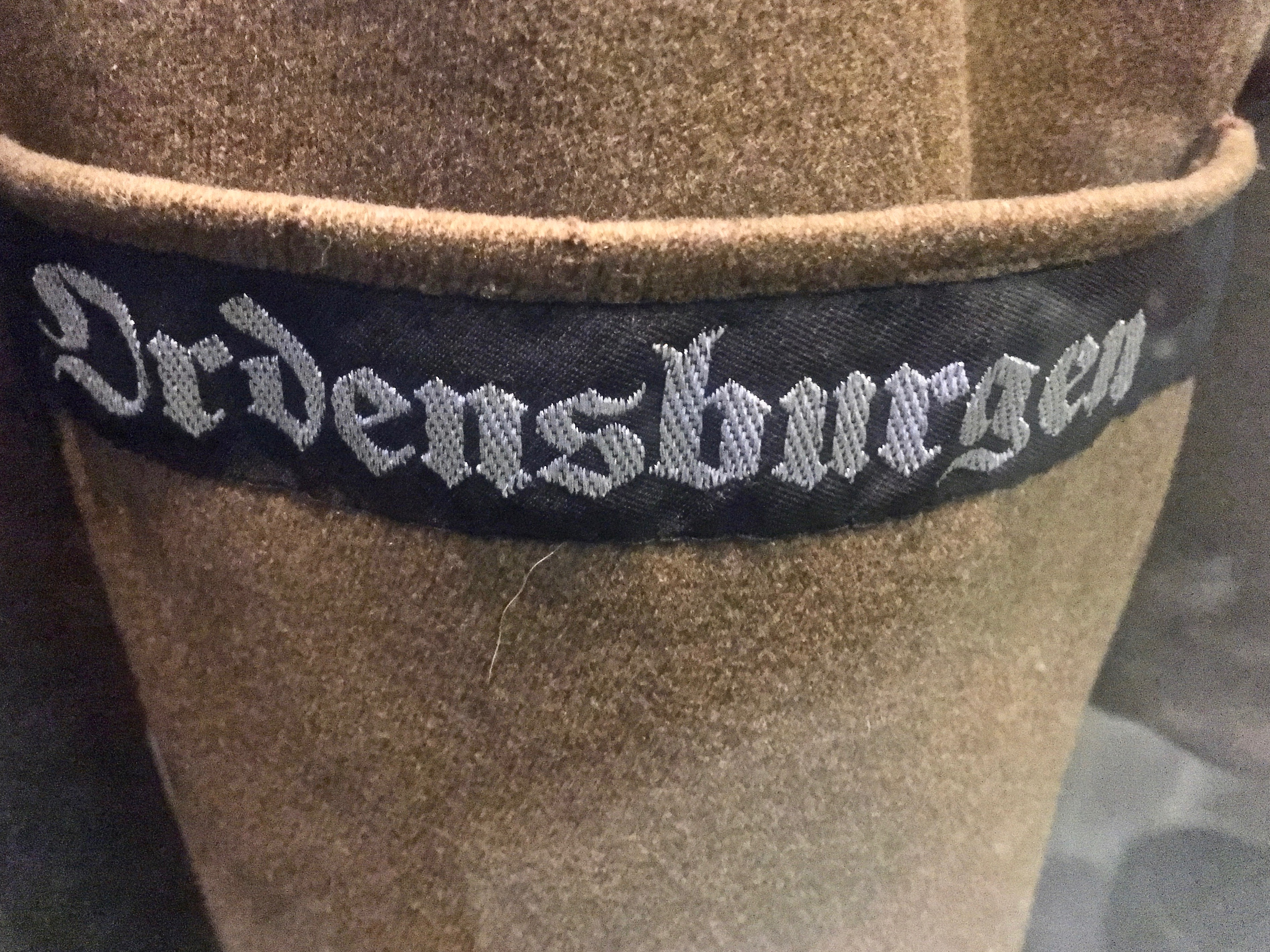
制服用カフタイトル
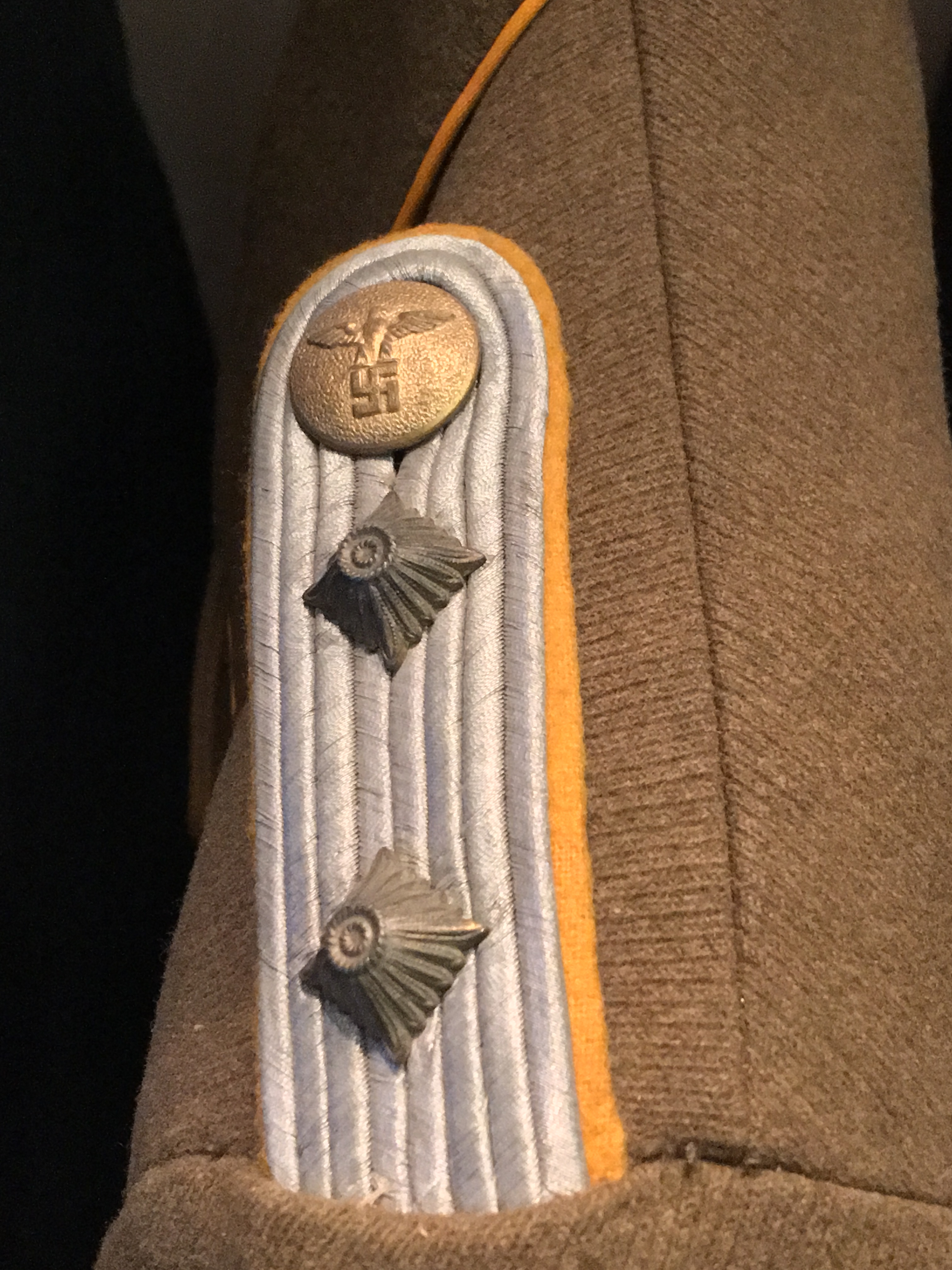
制服の肩章
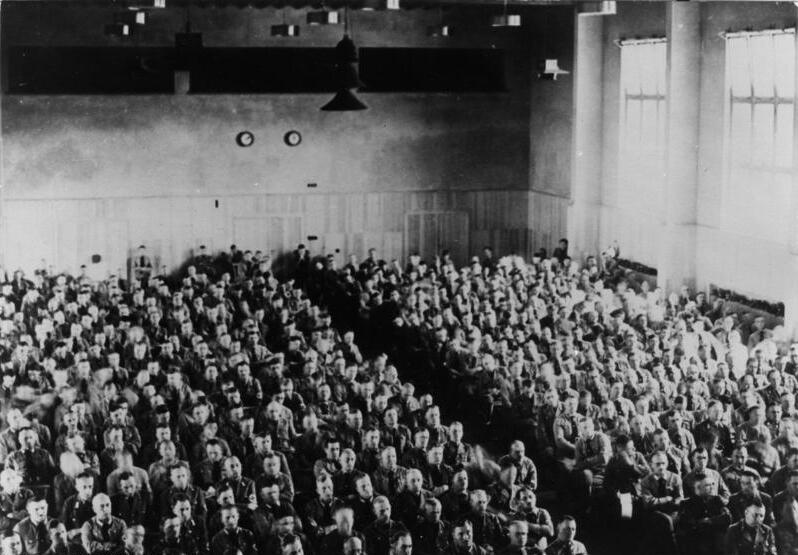
クロッシンゼー学校の受講風景
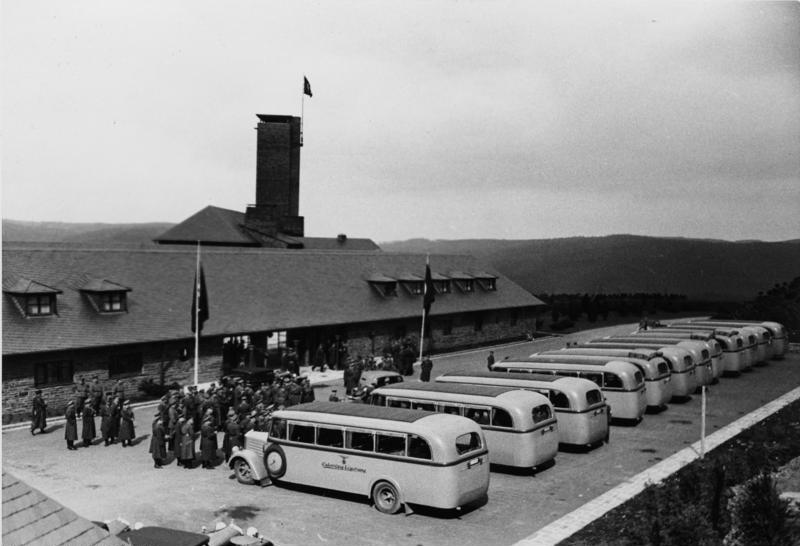
1937年4月22-29日に開催されたフォーゲルザンク学校での地区指導者会議に参加する各地の政治指導者